# Dimetilmalat dehidrogenaza
Dimetilmalat dehidrogenaza (EC 1.1.1.84, beta,beta-dimetilmalatna dehidrogenaza) je enzim sa sistematskim imenom (R)-3,3-dimetilmalat:NAD+ oksidoreduktaza (dekarboksilacija). Ovaj enzim katalizuje sledeću hemijsku reakciju
()-3,3-dimetilmalat + NAD+ {\displaystyle \rightleftharpoons } 3-metil-2-oksobutanoat + CO2 + NADH
Dimetilmalatnoj dehidrogenazi je neophodan K+ ili 4+ i 2+ ili 2+. Ona takođe deluje on (R)-malat.

## Literatura
- Nicholas C. Price; Lewis Stevens (1999). Fundamentals of Enzymology: The Cell and Molecular Biology of Catalytic Proteins (Third изд.). USA: Oxford University Press. ISBN 019850229X.
- Eric J. Toone (2006). Advances in Enzymology and Related Areas of Molecular Biology, Protein Evolution (Volume 75 изд.). Wiley-Interscience. ISBN 0471205036.
- Branden C; Tooze J. Introduction to Protein Structure. New York, NY: Garland Publishing. ISBN 0-8153-2305-0.
- Irwin H. Segel. Enzyme Kinetics: Behavior and Analysis of Rapid Equilibrium and Steady-State Enzyme Systems (Book 44 изд.). Wiley Classics Library. ISBN 0471303097.

## Spoljašnje veze
- Dimethylmalate+dehydrogenase на 